# Bernard A. Clarey
 (septembre 2018).
Si vous disposez d'ouvrages ou d'articles de référence ou si vous connaissez des sites web de qualité traitant du thème abordé ici, merci de compléter l'article en donnant les références utiles à sa vérifiabilité et en les liant à la section « Notes et références ».
Bernard Ambrose Clarey était un amiral de la United States Navy. Il fut commandant de sous-marins durant la Seconde Guerre mondiale, puis vice-chef des Opérations navales entre 1968 et 1970 et enfin commandant en chef dans les années 1970.